# FK Rad
FK Rad (Servisch: ФК Рад) is een Servische voetbalclub uit de hoofdstad Belgrado.
De club werd in 1958 opgericht als FK Rad en begon onder aan de ladder in de competitie. In de jaren 80 kon de club zich opwerken naar de hoogste klasse van Joegoslavië. Tussen 1990 en 1993 heette de club FK GRO Rad Beograd. De club bleef in de eerste klasse, ook na de verbrokkeling van het land tot 2003. In 2005 promoveerde de club terug naar de hoogste klasse, maar ze bleef daar maar één seizoen. In 2008 promoveerde Rad opnieuw. De club werd er een vaste waarde tot 2021. Ze werden in principe een slachtoffer van de coronacrisis. Na seizoen 2019/20 degradeerden er geen clubs en promoveerden er vier uit de tweede klasse, maar dit betekende ook dat er in 2021 zes clubs zouden degraderen en Rad werd net vijftiende op twintig.

## Rad in Europa
#Q = #kwalificatieronde, #R = #ronde, T/U = Thuis/Uit, W = Wedstrijd, PUC = punten UEFA coëfficiënten .
Uitslagen vanuit gezichtspunt FK Rad
| Seizoen | Competitie    | Ronde        | Land                 | Club                         | Totaalscore | 1e W    | 2e W    | PUC |
| ------- | ------------- | ------------ | -------------------- | ---------------------------- | ----------- | ------- | ------- | --- |
| 1989/90 | UEFA Cup      | 1R           | Vlag van Griekenland | Olympiakos Piraeus           | 2-3         | 2-1 (T) | 0-2 (U) | 2.0 |
| 1991    | Mitropacup    | Groep B      | Vlag van Italië      | SC Pisa                      | 0-6         | 0-6 (U) |         | 0.0 |
|         |               | Groep B (3e) | Vlag van Tsjechië    | Bohemians Praag              | 0-2         | 0-2     | < Pisa  | 0.0 |
| 2011/12 | Europa League | 1Q           | Vlag van San Marino  | SP Tre Penne                 | 9-1         | 6-0 (T) | 3-1 (U) | 2.5 |
|         |               | 2Q           | Vlag van Griekenland | Ethnikos Olympiakos Volos FC | 1-2         | 0-1 (T) | 1-1 (U) | 2.5 |

Totaal aantal punten voor UEFA coëfficiënten: 4.5

## Bekende (ex-)spelers
- Goran Bunjevčević
- Uroš Đurđević
- Bojan Jorgačević
- Nikola Ninković
- Aleksandar Pantić
- Aleksandar Ranković
- Nemanja Pejčinović
- Nenad Tomović